# Équipe de France féminine de football à la Coupe du monde 2011
L'équipe de France féminine de football participe à la Coupe du monde de 2011 organisée en Allemagne du 26 juin au 17 juillet 2011.

## Qualification

### Groupe 1
| Rang | Équipe          | Pts | J  | G  | N | P | Bp | Bc | Diff |  | Résultats (▼ dom., ► ext.) |     |      |     |     |     |     |
| ---- | --------------- | --- | -- | -- | - | - | -- | -- | ---- |  | -------------------------- | --- | ---- | --- | --- | --- | --- |
| 1    | France          | 30  | 10 | 10 | 0 | 0 | 50 | 0  | +50  |  | Croatie                    |     | 0-3  | 0-7 | 0-1 | 0-3 | 1-2 |
| 2    | Islande         | 24  | 10 | 8  | 0 | 2 | 33 | 3  | +30  |  | Estonie                    | 1-1 |      | 0-6 | 2-1 | 0-5 | 1-0 |
| 3    | Irlande du Nord | 11  | 10 | 3  | 2 | 5 | 8  | 16 | -8   |  | France                     | 3-0 | 12-0 |     | 6-0 | 2-0 | 7-0 |
| 4    | Serbie          | 9   | 10 | 2  | 3 | 5 | 7  | 19 | -12  |  | Irlande du Nord            | 3-1 | 3-0  | 0-4 |     | 0-1 | 0-0 |
| 5    | Estonie         | 10  | 10 | 3  | 1 | 6 | 7  | 44 | -37  |  | Islande                    | 3-0 | 12-0 | 0-1 | 2-0 |     | 5-0 |
| 6    | Croatie         | 2   | 10 | 0  | 2 | 8 | 4  | 27 | -23  |  | Serbie                     | 1-1 | 4-0  | 0-2 | 0-0 | 0-2 |     |

La France est qualifiée pour le barrage.

### Barrages
| Équipe 1 | Score | Équipe 2 | Date                                      |
| -------- | ----- | -------- | ----------------------------------------- |
| France   | 0 - 0 | Italie   | le 11 septembre 2010 (20 h 45) à Besançon |
| Italie   | 2 - 3 | France   | le 15 septembre 2010 (15 h) à Gubbio      |

## Phase finale

### Phase de groupes

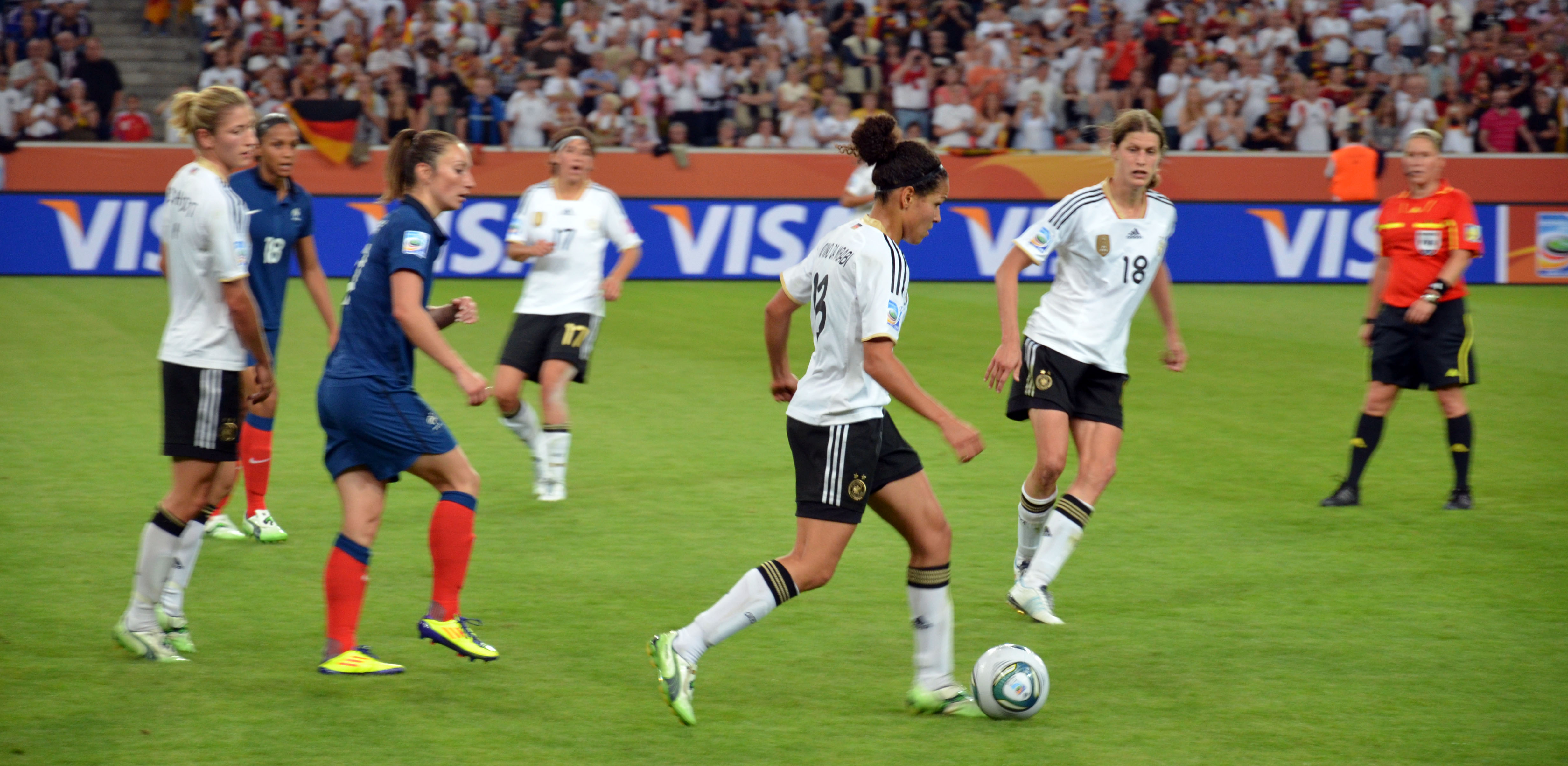
Match France-Allemagne du 5 juillet 2011

| Rang | Équipe    | Pts | J | G | N | P | Bp | Bc | Diff |
| ---- | --------- | --- | - | - | - | - | -- | -- | ---- |
| 1    | Allemagne | 9   | 3 | 3 | 0 | 0 | 7  | 3  | +4   |
| 2    | France    | 6   | 3 | 2 | 0 | 1 | 7  | 4  | +3   |
| 3    | Nigeria   | 3   | 3 | 1 | 0 | 2 | 1  | 2  | -1   |
| 4    | Canada    | 0   | 3 | 0 | 0 | 3 | 1  | 7  | -6   |

| Match 2            | Nigeria | 0 – 1   | France    | Rhein-Neckar-Arena, Sinsheim                |                                             |
| 26 juin 2011 15:00 |         | (0 – 0) | Delie 56e | Spectateurs : 25 475 Arbitrage : Kari Seitz | Spectateurs : 25 475 Arbitrage : Kari Seitz |
| 26 juin 2011 15:00 | Rapport |         |           | Spectateurs : 25 475 Arbitrage : Kari Seitz | Spectateurs : 25 475 Arbitrage : Kari Seitz |

| Match 10           | Canada  | 0 – 4   | France                                  | Ruhrstadion, Bochum                            |                                                |
| 30 juin 2011 18:00 |         | (0 – 1) | 24e 60e Thiney · 66e Abily · 83e Thomis | Spectateurs : 16 591 Arbitrage : Etsuko Fukano | Spectateurs : 16 591 Arbitrage : Etsuko Fukano |
| 30 juin 2011 18:00 | Rapport |         |                                         | Spectateurs : 16 591 Arbitrage : Etsuko Fukano | Spectateurs : 16 591 Arbitrage : Etsuko Fukano |

| Match 17             | France                                 | 2 – 4   | Allemagne                                                     | Borussia-Park, Mönchengladbach                   |                                                  |
| 5 juillet 2011 20:45 | Delie 56e · Sapowicz 65e · Georges 72e | (0 – 2) | 25e Garefrekes · 32e 68e (pen.) Grings · 89e Okoyino da Mbabi | Spectateurs : 45 867 Arbitrage : Kirsi Heikkinen | Spectateurs : 45 867 Arbitrage : Kirsi Heikkinen |
| 5 juillet 2011 20:45 | Rapport                                |         |                                                               | Spectateurs : 45 867 Arbitrage : Kirsi Heikkinen | Spectateurs : 45 867 Arbitrage : Kirsi Heikkinen |

### Phase à élimination directe

#### Quart de finale
| Match 26             | Angleterre                                 | 1 – 1 ap          | France                                             | BayArena, Leverkusen                             |                                                  |
| 9 juillet 2011 18:00 | Scott 59e                                  | (0 – 0)           | 88e Bussaglia                                      | Spectateurs : 26 395 Arbitrage : Jenny Palmqvist | Spectateurs : 26 395 Arbitrage : Jenny Palmqvist |
| 9 juillet 2011 18:00 | Rapport                                    |                   |                                                    | Spectateurs : 26 395 Arbitrage : Jenny Palmqvist | Spectateurs : 26 395 Arbitrage : Jenny Palmqvist |
| 9 juillet 2011 18:00 | Smith · Carney · Stoney · Rafferty · White | Tirs au but 3 – 4 | Abily · Bussaglia · Thiney · Bompastor · Le Sommer | Spectateurs : 26 395 Arbitrage : Jenny Palmqvist | Spectateurs : 26 395 Arbitrage : Jenny Palmqvist |

#### Demi-finale
| Match 30              | France        | 1 – 3   | États-Unis                           | Borussia-Park, Mönchengladbach                   |                                                  |
| 13 juillet 2011 18:00 | Bompastor 55e | (0 – 1) | 9e Cheney · 79e Wambach · 82e Morgan | Spectateurs : 25 676 Arbitrage : Kirsi Heikkinen | Spectateurs : 25 676 Arbitrage : Kirsi Heikkinen |
| 13 juillet 2011 18:00 | Rapport       |         |                                      | Spectateurs : 25 676 Arbitrage : Kirsi Heikkinen | Spectateurs : 25 676 Arbitrage : Kirsi Heikkinen |

#### Match pour la troisième place
| Match 31              | Suède                                      | 2 – 1   | France     | Rhein-Neckar-Arena, Sinsheim                |                                             |
| 16 juillet 2011 17:30 | Schelin 29e · Öqvist 68e · Hammarström 82e | (1 – 0) | 56e Thomis | Spectateurs : 25 475 Arbitrage : Kari Seitz | Spectateurs : 25 475 Arbitrage : Kari Seitz |
| 16 juillet 2011 17:30 | Rapport                                    |         |            | Spectateurs : 25 475 Arbitrage : Kari Seitz | Spectateurs : 25 475 Arbitrage : Kari Seitz |

## Effectif
Le sélectionneur Bruno Bini dévoile le 6 juin la liste des 21 joueuses sélectionnées pour la Coupe du monde 2011.

### Autres références
1. ↑  « La liste des 21 Bleues », sur eurosport.fr, 6 juin 2011 (consulté le 24 juin 2011)